# Proéminence
Ne doit pas être confondu avec Prééminence.

Les flèches verticales montrent la hauteur de culminance de trois pics sur une île. Une ligne pointillée horizontale relie chaque pic (excepté le plus haut) à son col le plus élevé

La proéminence ou hauteur de culminance est la différence d'altitude entre un sommet donné et l'ensellement ou le col le plus élevé permettant d'atteindre une cime encore plus haute. En d'autres termes, c'est aussi le dénivelé minimum de la descente à parcourir pour remonter sur un sommet plus élevé.
Cette notion est utilisée par les montagnards collectionneurs de sommets comme critère en complément de l'altitude pour distinguer les « vrais » sommets (ceux qui dépassent une certaine hauteur de culminance) des sommets secondaires, antécimes, épaules, gendarmes… Elle est utilisée pour définir des listes de sommets dépassant une certaine altitude dans un massif, ou un nombre défini de sommets les plus hauts.

## Vocabulaire
C'est une notion relativement récente et peu courante. Elle l'est surtout dans les pays de langue anglaise, sur internet et dans quelques publications, sous l'appellation topographic prominence (on trouve aussi autonomous height, relative height ou shoulder drop, en allemand Schartenhöhe). 

## Historique

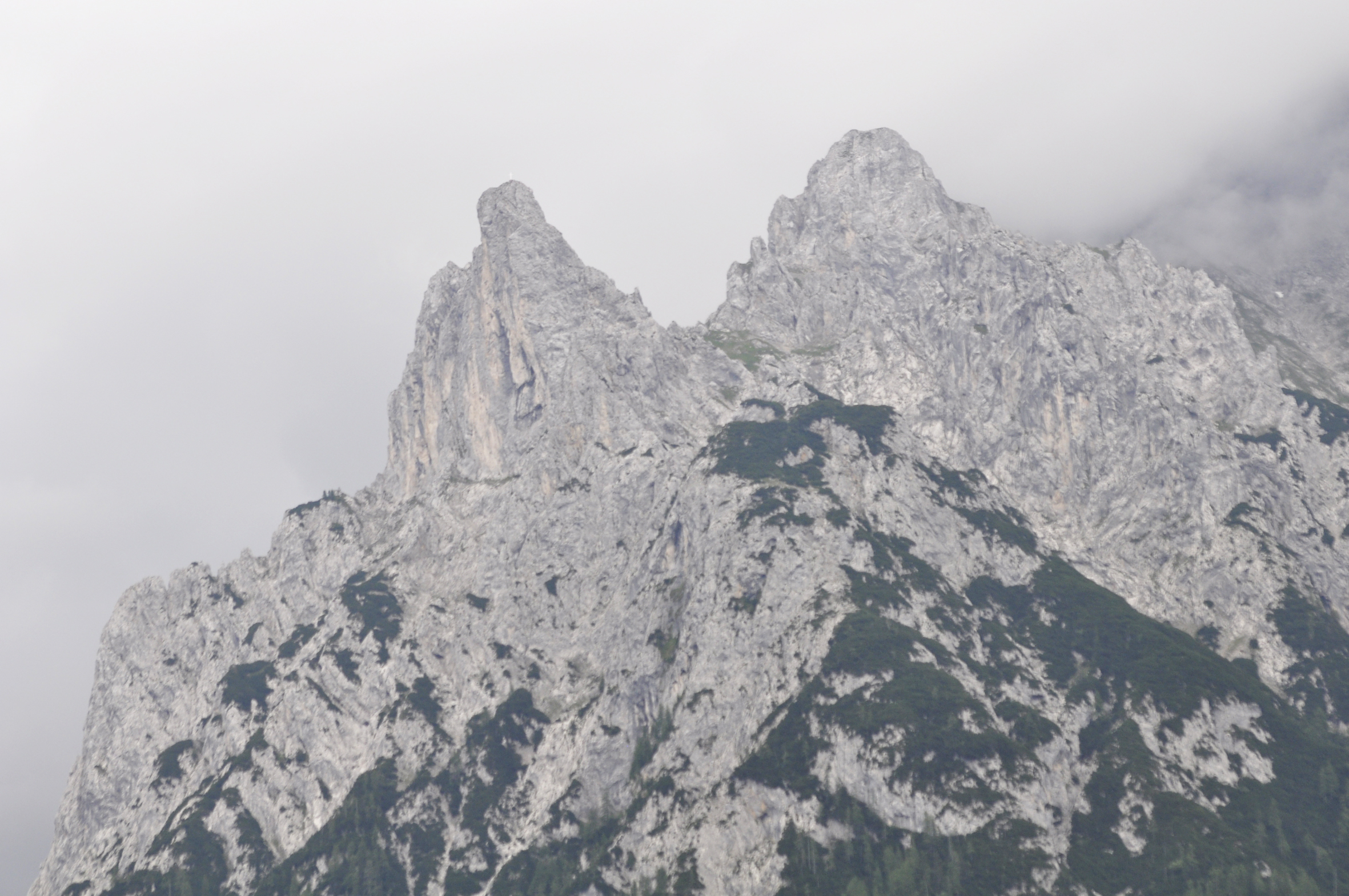
Quoique la Viererspitze (à g.) soit apparemment haute vue de Mittenwald (Allemagne), elle ne possède en fait qu'une très faible hauteur de culminance, de 10 m environ.

La notion de proéminence est apparue pour distinguer les sommets principaux des sommets secondaires dans les listes exhaustives établies par les collectionneurs de sommets (les « peakbaggers »).
Au tournant du XIXe siècle et du XXe siècle apparaissent les premières listes de sommets dépassant une certaine altitude. En 1891, Hugh Munro publie la liste des 538 sommets d'Écosse de plus de 3 000 pieds (914,4 m), dont 283 peuvent être considérés comme des montagnes distinctes (as may fairly be considered as separate mountains), qui seront appelés munros. En 1911, l'Autrichien Karl Blodig revendique l'ascension de tous les sommets des Alpes de plus de 4 000 mètres d'altitude. Dans ces deux cas il n'y avait pas de critère explicite pour distinguer les « vrais sommets » de ceux qui n'étaient pas suffisamment individualisés pour être dans la liste.
Le premier à introduire la notion de proéminence (mais pas le mot) pour délimiter une liste est John Rooke Corbett, qui établit dans les années 1920 la liste des collines d'Écosse entre 2 500 et 3 000 pieds (entre 762 et 914,4 m), en ne retenant que ceux avec « a drop at least 500 feet on all sides » (« une dénivellation d'au moins 500 pieds de tous les côtés »). Cette liste des corbetts ne fut publiée qu'en 1952, après sa mort.
Après l'ascension du pic Jongsong en 1930, Günter Oskar Dyhrenfurth commença à dresser la liste des sommets de plus de 7 000 m en établissant une distinction entre montagnes indépendantes, pics majeurs et pics mineurs en fonction de la « profondeur de col ». Ces listes furent publiées dans le journal Berge der Welt en collaboration avec le Suédois Anders Bolinder (de).
La notion de « selle relative » fut présentée par Klaus Hormann en 1965. Le concept a ensuite été affiné et étendu.
La question se posa également aux États-Unis, pour dénombrer les fourteeners, c'est-à-dire les sommets de plus de 14 000 pieds (4 267,2 m) du Colorado. En février 1968, William Graves proposa dans Trail and Timberline, le bulletin du Colorado Mountain Club, comme critère d'un sommet distinct qu'il soit séparé d'un sommet plus haut par un col plus bas d'au moins 300 pieds (saddledrop). Cette règle qui permettait quasiment de retrouver la liste classique, a par la suite été globalement acceptée, même si la liste la plus courante des 54 fourteeners inclut le pic North Marroon et El Diente (en) qui ne remplissent pas ce critère.
Le terme anglais prominence fut inventé en 1981 par l'américain Stephen Fry, et utilisé pour la première fois en 1987 dans un article dans lequel il définit les ultramajors mountains (plus de 5 000 pieds de proéminence), les major mountains (plus de 1 000 pieds), les submajor mountains (entre 600 et 1 000 pieds) et les minor mountains (entre 250 et 600 pieds), avec en outre des critères sur la raideur des faces.
En 1992, Alan Dawson établit la liste de tous les sommets de Grande-Bretagne de plus de 150 m de proéminence (indépendamment de leur altitude), qu'ils baptise les marilyns.
En 1994, l'Union internationale des associations d'alpinisme (UIAA) établit une liste « officielle » de 82 sommets des Alpes de plus de 4 000 mètres d'altitude, en prenant en compte comme « critère topographique » une proéminence de 30 mètres, définis en faisant la moyenne des sommets tangents, et aussi parce qu'ils représentent la longueur de corde de l'alpinisme classique (l'isolation topographique pouvant aussi être prise en compte). D'autres critères, morphologique et propres à l'alpinisme, sont toutefois également pris en compte, et certains sommets remplissant le critère topographique, comme le Grand Gendarme du Weisshorn ou le Nez du Liskamm ne sont pas inclus dans la liste, au contraire du mont Blanc de Courmayeur qui n'a que 18 mètres de proéminence.